# Eshkaftān
Eshkaftān (persiska: اشكفتان, شِكَفتان, اَشكَفتان, اِشگَفتان) är en ort i Iran.   Den ligger i provinsen Kurdistan, i den nordvästra delen av landet, 400 km väster om huvudstaden Teheran. Eshkaftān ligger 1 861 meter över havet och antalet invånare är 192.
Terrängen runt Eshkaftān är kuperad.Runt Eshkaftān är det ganska tätbefolkat, med 65 invånare per kvadratkilometer. Närmaste större samhälle är Mūchesh, 8,7 km söder om Eshkaftān. Trakten runt Eshkaftān består i huvudsak av gräsmarker.